# Phyllanthus peltatus
Phyllanthus peltatus är en emblikaväxtart som beskrevs av André Guillaumin. Phyllanthus peltatus ingår i släktet Phyllanthus och familjen emblikaväxter. Inga underarter finns listade i Catalogue of Life.